# DeWalt
La DeWalt Industrial Tool Company  è un produttore statunitense di diffusione globale di utensili elettrici. La società è una sussidiaria della Stanley Black & Decker.

## Storia
La società è stata fondata nel 1924 da Raymond E. DeWalt, l'inventore della sega a braccio radiale.
Nel 1949 fu comprata dalla American Machine and Foundry e nel 1960 avvenne il passaggio alla Black & Decker.

## Sponsor

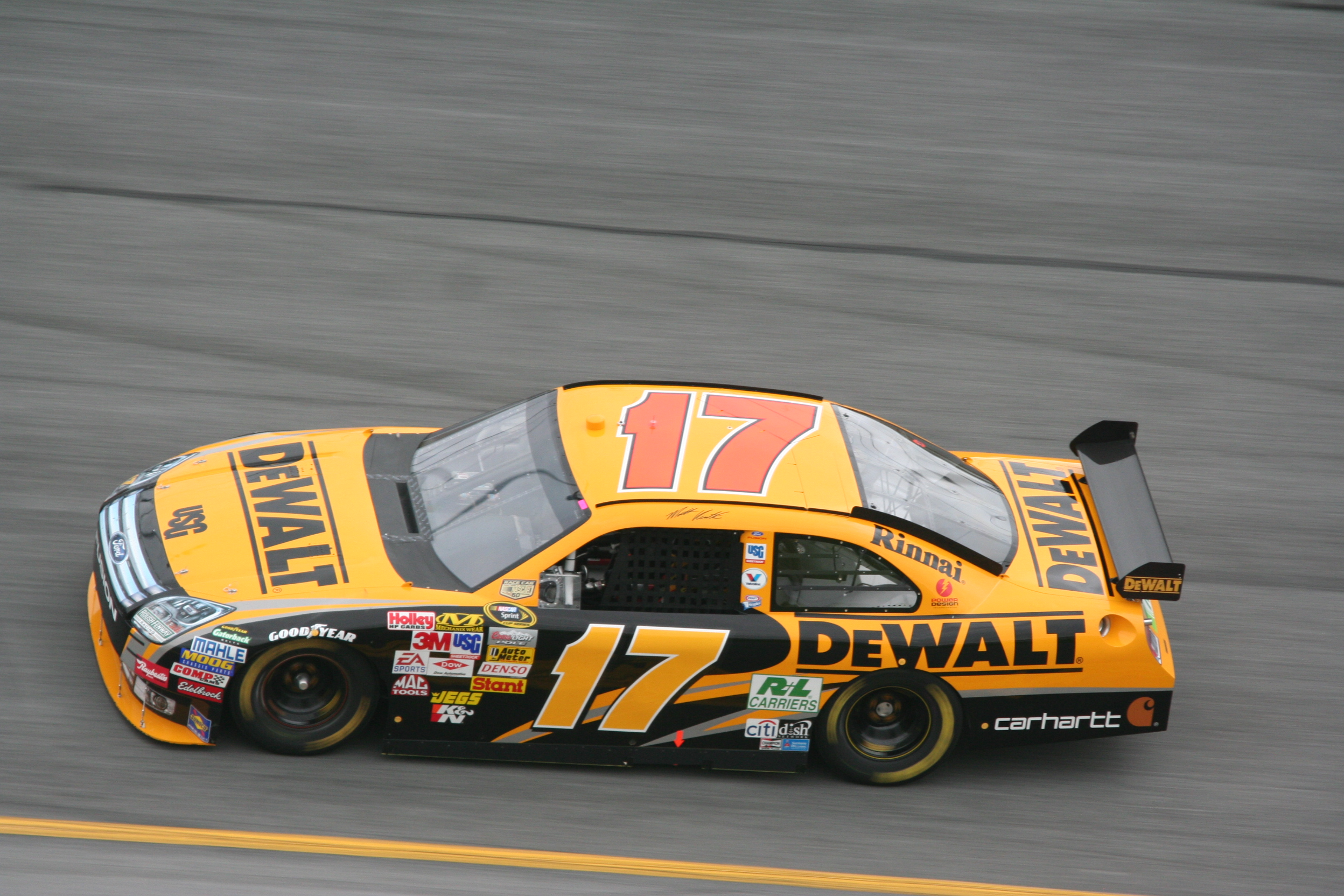
DeWalt Ford Fusion nel 2008, pilota Matt Kenseth.

Negli anni dal 1999 al 2009 ha sponsorizzato il pilota Matt Kenseth. e nel 2011 Marcos Ambrose.; entrambi erano piloti di formula NASCAR

## Galleria d'immagini

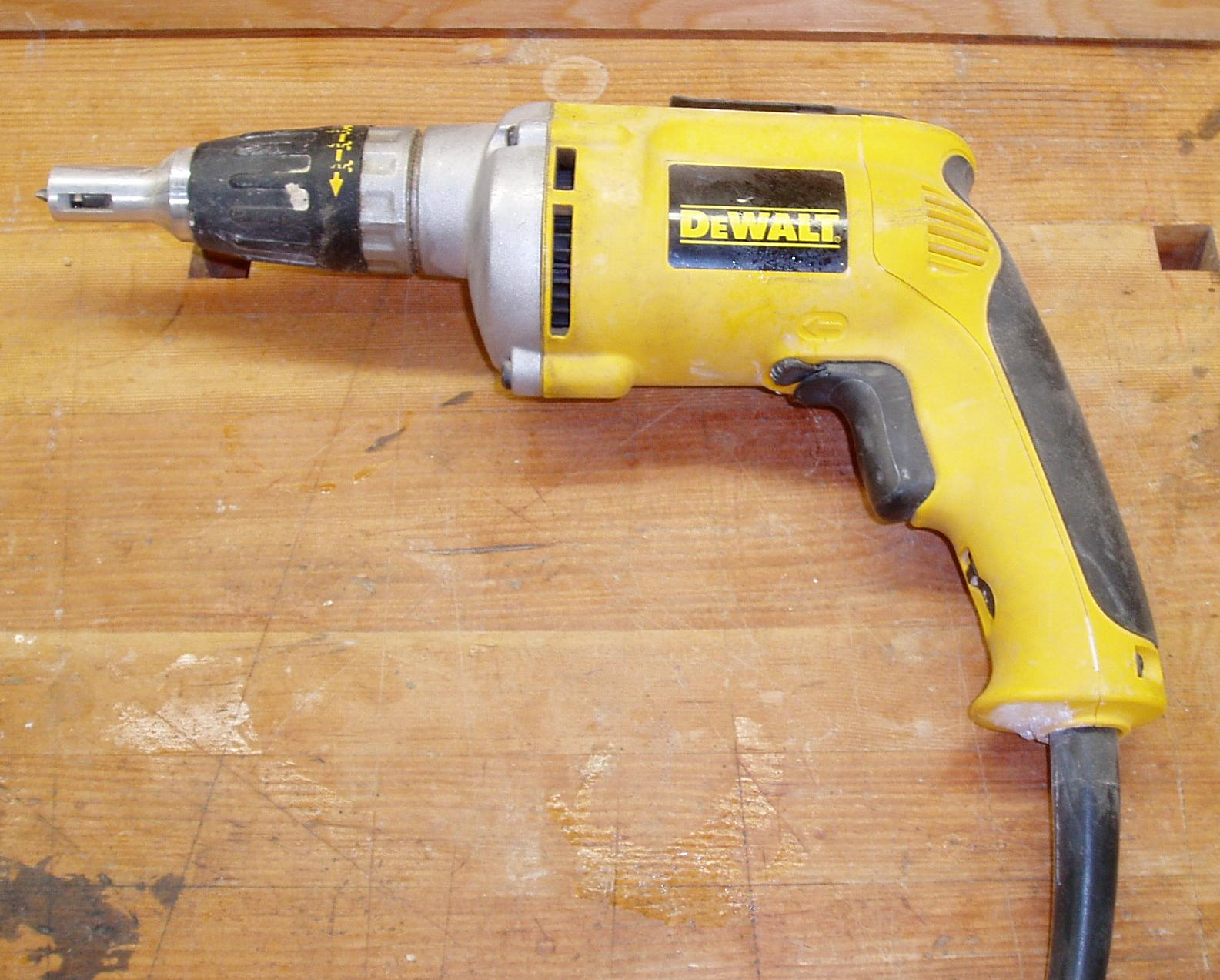
Avvitatore DeWalt
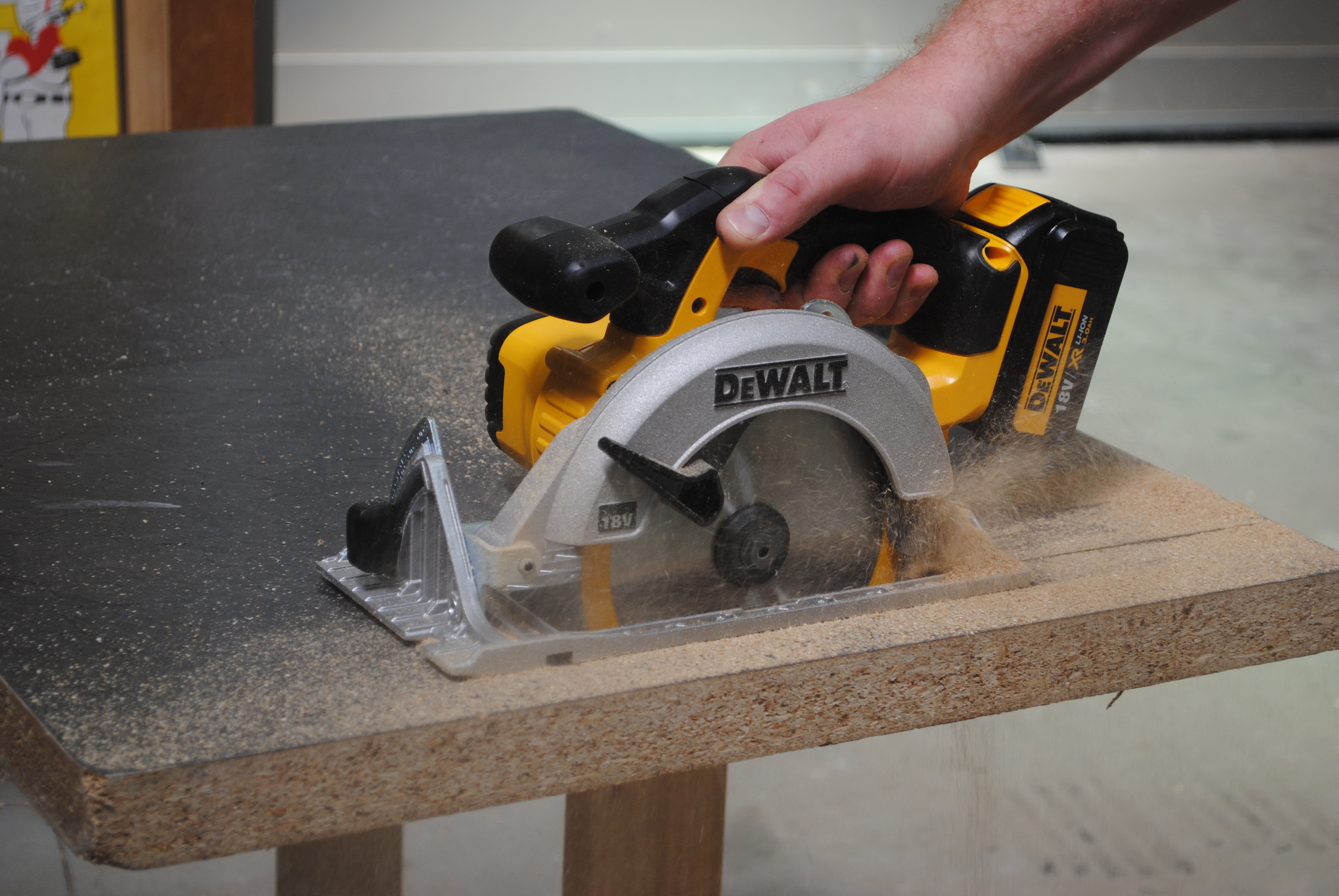
Sega circolare DeWalt
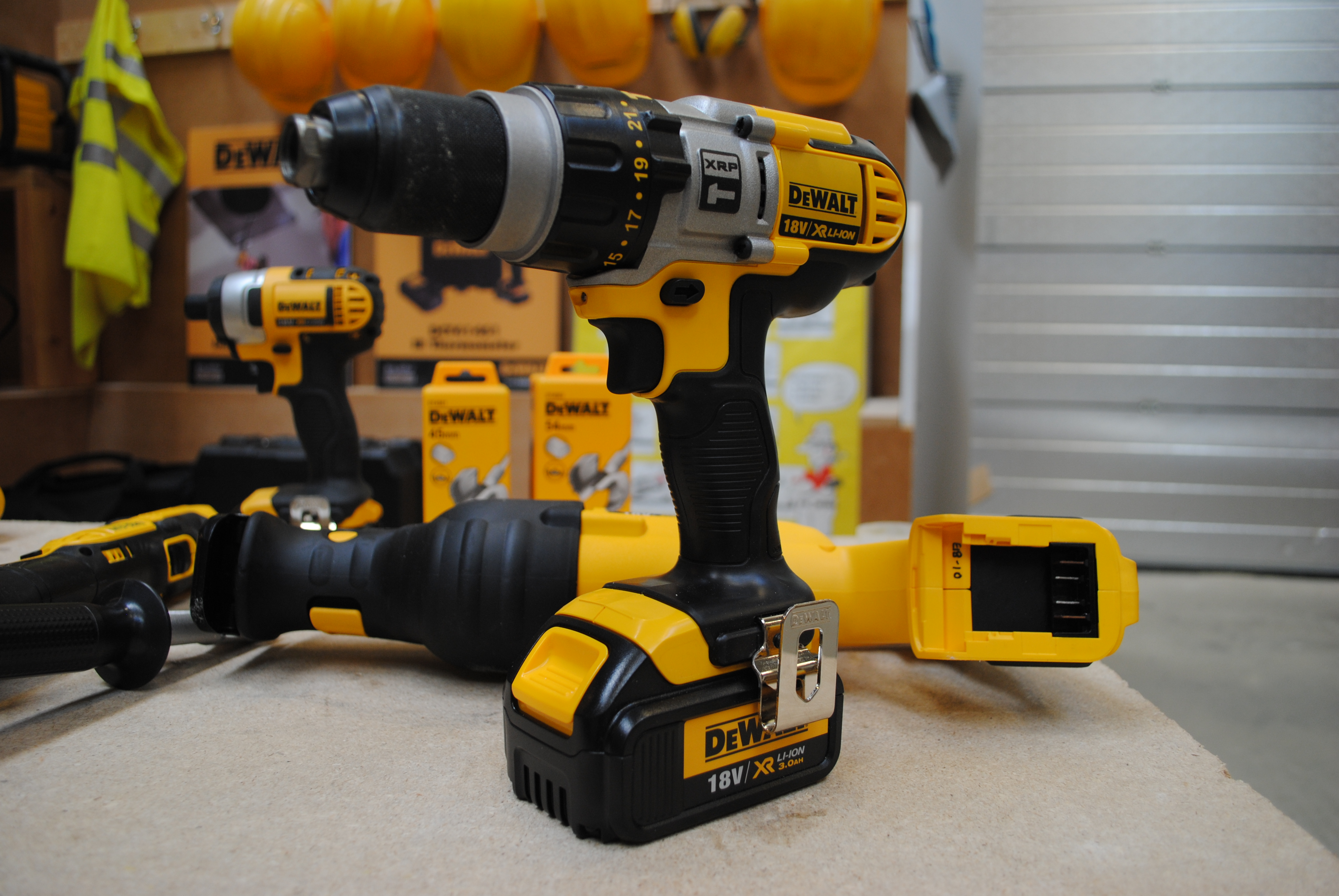
Trapano portatile DeWalt
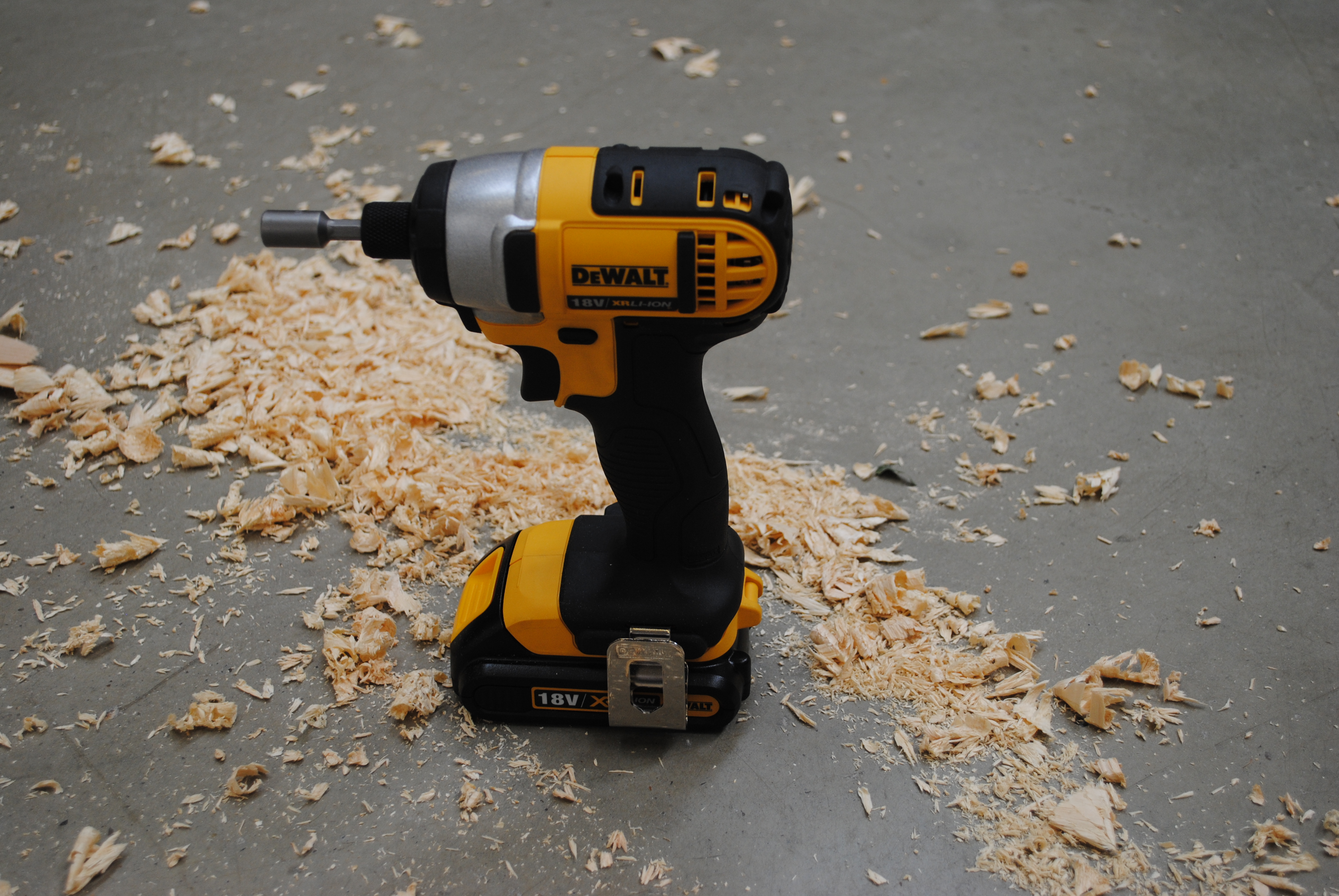
Cacciavite a percussione DeWalt
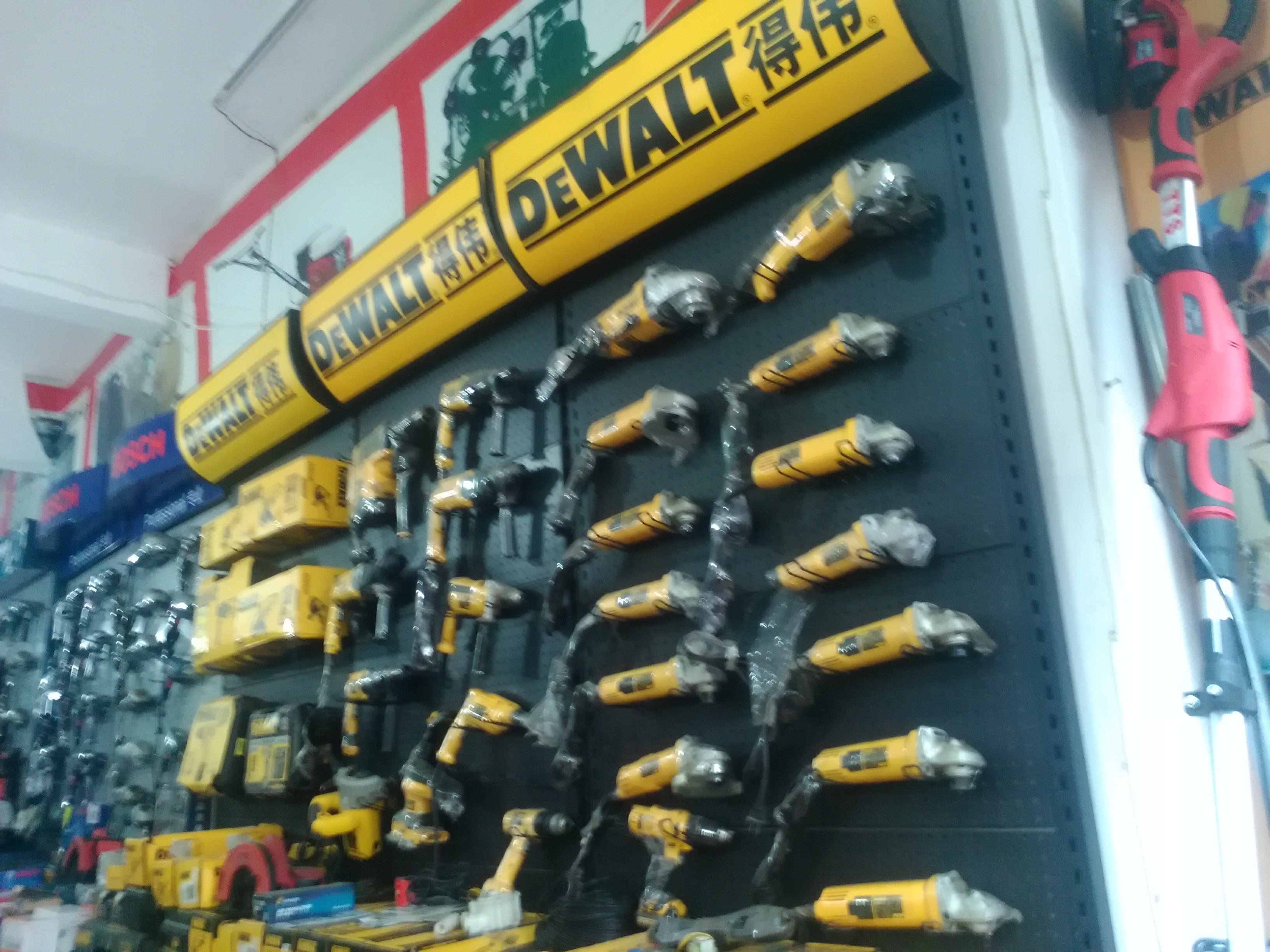
Utensili DeWalt in Cina